# Flugzeuge der spanischen Luftwaffe
Das Ejército del Aire (Spanische Luftwaffe) wurde am 2. April 1910 per Regierungserlass gegründet und ist eine der drei Waffengattungen (armas) der spanischen Streitkräfte (Fuerzas armadas de España).

## Historische Fluggeräte
Folgende historische Fluggeräte waren im Einsatz der spanischen Luftwaffe (siehe auch: Historische Flugzeuge der spanischen Luftwaffe):
| Name / Typ                                | Hersteller Land         | Reise- Geschw. | Flughöhe max. | Reich- weite | Erst- flug | Betriebs Ende |  |
| ----------------------------------------- | ----------------------- | -------------- | ------------- | ------------ | ---------- | ------------- |  |
| Vilanova Acedo                            | Spanien                 | 65 km/h        |               |              | 1910       | 1912          |  |
| Farman M.F.7                              | Spanien/Frankreich      | 95 km/h        | 4000 m        |              | 1913       | 1919          |  |
| Morane-Saulnier G                         | Frankreich              | 129 km/h       |               |              | 1913       |               |  |
| Maurice Farman MF-11                      | Frankreich              | 110 km/h       | 3800 m        |              | 1914       | 1929          |  |
| Nieuport IV-G                             | Frankreich              | 110 km/h       |               |              | 1913       |               |  |
| Caudron G-3                               | Frankreich              | 160 km/h       | 3000 m        |              | 1919       | 1920          |  |
| Lohner Pfeilflieger                       | Österreich              | 130 km/h       |               |              | 1913       | 1917          |  |
| Avro 504                                  | England                 | 160 km/h       | 4877 m        | 390 km       | 1919       | 1938          |  |
| Barrón W                                  | Spanien                 | 130 km/h       | 4800 m        |              | 1917       | 1919          |  |
| De Havilland DH.4                         | England                 | 220 km/h       |               | 700 km       | 1919       | 1925          |  |
| Breguet XIV                               | Frankreich              | 192 km/h       | 6000 m        | 800 km       | 1919       | 1934          |  |
| Dornier Wal                               | Italien / Spanien       | 180 km/h       | 3500 m        | 1200 km      | 1925       | 1950          |  |
| Nieuport 52                               | Frankreich              | 250 km/h       | 6000 m        |              | 1927       |               |  |
| Loring R-III                              | Spanien                 | 235 km/h       | 7000 m        | 900 km       | 1927       | 1935          |  |
| Autogiro C-6                              | Spanien                 | 108 km/h       |               |              | 1924       | 1924          |  |
| Autogiro C-12                             | Spanien                 | 160 km/h       | 6100 m        |              | 1929       |               |  |
| Autogiro C-30                             | Spanien                 | 180 km/h       | 3400 m        | 460 km       | 1932       |               |  |
| De Havilland DH.60 Moth „Moth Major“      | England                 | 180 km/h       |               | 485 km       | 1936       |               |  |
| Klemm L-25                                | Deutsches Reich         | 150 km/h       | 6500 m        | 720 km       | 1929       | 1939          |  |
| Breguet XIX Super TR „Superbidón“         | Frankreich              | 220 km/h       | 6500 m        | 8500 km      | 1933       | 1933          |  |
| Morane-Saulnier MS.230                    | Frankreich              | 205 km/h       | 5500 m        | 600 km       | 1936       |               |  |
| Caudron C-272 „Luciole“                   | Frankreich              | 158 km/h       | 4000 m        | 500 km       | 1936       |               |  |
| De Havilland DH.82 Tiger Moth             | Frankreich              | 170 km/h       | 4200 m        | 480 km       | 1933       |               |  |
| Junkers Ju 52/3m                          | Deutsches Reich         | 290 km/h       | 5500 m        | 1200 km      | 1936       | 1971          |  |
| Heinkel He 51                             | Deutsches Reich         | 330 km/h       | 7700 m        | 700 km       | 1936       |               |  |
| Polikarpow I-15 C-9 „Chato“/„Curtiss“     | UdSSR                   | 370 km/h       | 9800 m        | 780 km       | 1936       |               |  |
| Messerschmitt Bf 108 „Taifun“             | Deutsches Reich         | 300 km/h       | 4800 m        | 950 km       | 1937       | 1959          |  |
| Consolidated PBY-5 „Catalina“             | USA                     | 282 km/h       | 3960 m        | 3782 km      | 1949       | 1954          |  |
| Fiat CR-32 „Chirri“                       | Italien                 | 354 km/h       | 7700 m        | 780 km       | 1936       | 1953          |  |
| Douglas DC-3/C-47                         | USA                     | 338 km/h       | 7350 m        | 2420 km      | 1935       | 1978          |  |
| Miles 2 „Hawk Major“                      | England                 | 240 km/h       | 6100 m        |              | 1935       | 1939          |  |
| Polikarpow I-16 C-8 „Mosca“ o „Rata“      | UdSSR                   | 454 km/h       | 5000 m        | 820 km       | 1936       |               |  |
| Dornier Do 17 „Bacalao“                   | Deutsches Reich         | 355 km/h       | 5500 m        | 1570 km      | 1937       | 1952          |  |
| Savoia SM-79 „Sparviero“                  | Italien                 | 423 km/h       | 6500 m        | 1900 km      | 1937       |               |  |
| Polikarpov R-Z R-5 „Natacha“ o „Papagayo“ | UdSSR                   | 290 km/h       | 8000 m        | 1000 km      | 1937       |               |  |
| Messerschmitt Bf 109                      | Deutsches Reich         | 550 km/h       | 10.500 m      | 660 km       | 1937       | 1953          |  |
| Savoia SM-81 „Pipistrello“                | Italien                 | 320 km/h       | 7500 m        | 1600 km      | 1936       | 1953          |  |
| Bücker Bü 133 „Jungmeister“               | Deutsches Reich/Spanien | 225 km/h       | 4000 m        | 500 km       | 1936       | 1986          |  |
| Heinkel He 111                            | Deutsches Reich         | 430 km/h       | 7350 m        | 3500 km      | 1937       | 1968          |  |
| Bücker Bü 131 „Jungmann“                  | Deutsches Reich/Spanien | 183 km/h       | 4000 m        | 650 km       | 1936       |               |  |
| De Havilland DH.89 Dragon Rapide          | England                 | 255 km/h       | 5090 m        | 930 km       | 1935       | 1950          |  |
| Fieseler Fi 156 „Storch“                  | Deutsches Reich         | 175 km/h       | 5100 m        | 380 km       | 1939       | 1962          |  |
| Tupolew SB-2 „Katiuska“                   | UdSSR                   | 430 km/h       | 9400 m        | 1450 km      | 1936       | 1946          |  |
| Hispano Suiza HS-34                       | Spanien                 | 170 km/h       | 3000 m        | 350 km       | 1936       |               |  |
| Junkers Ju 88                             | Deutsches Reich         | 470 km/h       | 8200 m        | 2730 km      | 1936       | 1955          |  |
| North American T-6 „Texan“                | USA                     | 345 km/h       | 6600 m        | 1235 km      | 1939       |               |  |
| North American B-25 „Mitchell“            | USA                     | 438 km/h       |               | 3000 km      | 1940       | 1953          |  |
| Huarte Mendicoa HM-1                      | Spanien                 | 230 km/h       | 5000 m        | 700 km       | 1942       | 1958          |  |
| Dornier Do 24                             | Deutsches Reich         | 320 km/h       | 5500 m        | 4680 km      | 1937       | 1969          |  |
| Douglas DC-4 „Skymaster“                  | USA                     | 468 km/h       | 7500 m        | 6800 km      | 1942       | 1977          |  |

### Nach dem Zweiten Weltkrieg
| Name / Typ                               | Hersteller Land | Reise- Geschw. | Flughöhe max. | Reich- weite | Erst- flug | Betriebs Ende |  |
| ---------------------------------------- | --------------- | -------------- | ------------- | ------------ | ---------- | ------------- |  |
| Boeing KC-97L „Stratotanker“             | USA             | 690 km/h       | 9500 m        | 6880 km      | 1950       | 1976          |  |
| Casa C-2.111 Pedro                       | Spanien         | 480 km/h       | 6700 m        | 1800 km      | 1945       | 1975          |  |
| Grumman HU-16 „Albatros“                 | USA             | 383 km/h       | 3800 m        | 6555 km      | 1947       |               |  |
| Beechcraft T-34 Mentor                   | USA             | 304 km/h       | 6100 m        | 1186 km      | 1947       | 1988          |  |
| Lockheed T-33 „Shooting Star“            | USA             | 960 km/h       |               | 2200 km      | 1948       | 1985          |  |
| Hispano Aviación HA-1109 J-1L (Bf 109)   | Spanien         | 600 km/h       | 9180 m        | 690 km       | 1945       |               |  |
| Cessna L-19 Bird Dog                     | USA             | 235 km/h       | 7565 m        | 1000 km      | 1949       | 1983          |  |
| Sikorsky Westland S-55                   | USA             | 180 km/h       | 3050 m        | 560 km       | 1949       | 1970          |  |
| AISA I-11B                               | Spanien         | 200 km/h       | 4700 m        | 650 km       | 1952       | 1978          |  |
| Hispano Aviación HA-1112 Buchon (Bf 109) | Spanien         | 665 km/h       | 10.200 m      | 765 km       | 1954       | 1965          |  |
| Aerotecnica AC-12                        | Spanien         | 125 km/h       | 2290 m        | 340 km       | 1961       | 1967          |  |
| AISA I-115                               | Spanien         | 229 km/h       | 4300 m        | 800 km       | 1952       | 1977          |  |
| Agusta Bell 47 „Sioux“                   | USA             | 175 km/h       | 6600 m        | 500 km       | 1945       | 1988          |  |
| North American F-86 „Sabre“              | USA             | Mach 0,89      | 16.3170 m     | 2000 km      | 1947       | 1973          |  |
| Aerotecnica AC-14                        | Spanien         | 190 km/h       | 6800 m        | 450 km       | 1961       |               |  |
| CASA C-207 Azor                          | Spanien         | 442 km/h       |               | 2500 km      | 1955       | 1982          |  |
| Beechcraft B-55 „Baron“                  | USA             | 372 km/h       | 5820 m        | 1479 km      | 1960       | 2004          |  |
| Agusta Bell 205 „Iroquois“/„Huey“        | Italien         | 205 km/h       | 5180 m        | 500 km       | 1956       | 1993          |  |
| Hispano Aviación HA-200 „Saeta“          | Spanien         | 647 km/h       | 12.000 m      | 1700 km      | 1955       | 1981          |  |
| Hispano Aviación HA-220 Super Saeta      | Spanien         | 670 km/h       | 13.000 m      | 1800 km      | 1973       | 1981          |  |
| Lockheed F-104 „Starfighter“             | USA             | Mach 2,2       | 27.000 m      |              | 1954       | 1972          |  |
| De Havilland DHC-4 „Caribou“             | Kanada          |                | 7990 m        | 2300 km      | 1958       |               |  |
| Aerospatiale SA 319B „Alouette III“      | Frankreich      | 220 km/h       | 3100 m        | 605 km       | 1959       |               |  |
| Dassault Mirage III                      | Frankreich      | Mach 2,2       | 17.000 m      | 1200 km      | 1956       | 1995          |  |
| Hughes 269                               | USA             | 169 km/h       | 3000 m        | 370 km       | 1978       | 2001          |  |
| McDonnell Douglas F-4C „Phantom II“      | USA             | Mach 2,4       | 30.000 m      | 2960 km      | 1958       | 2002          |  |
| Northrop F-5A „Freedom Fighter“          | Spanien         | 1485 km/h      | 15.250 m      | 592 km       | 1959       |               |  |
| Dassault Falcon 50                       | Frankreich      | 370 km/h       | 12.500 m      | 3200 km      | 1976       | 2003          |  |
| Fokker F-27M (U-2)                       | Niederlande     | 474 km/h       | 8960 m        | 1000 NM      | 1955       | 2013          |  |

## Flugzeuge heute
| Name                             | Hersteller                             | Geschwindigkeit max. | Flughöhe    | Reichweite | Erstflug | Geschwader Staffel | Kennung                      |
| -------------------------------- | -------------------------------------- | -------------------- | ----------- | ---------- | -------- | --- | ---------------------------- |
| Eurofighter Typhoon              | Europa                                 | Mach 2,0             | 19.812 m    | 3500 km    | 2003     | Ala 11 |                              |
| Mc Donnell Douglas F-18 Hornet   | USA                                    | Mach 1,8             | 15.240 m    | 3700 km    | 1986     | Ala 12, Ala 15, Ala 46 | 60 C-15A 12 C-15B            |
| Mirage F-1                       | Frankreich                             | Mach 2,2             | 20.000 m    | 3300 km    | 1975     | Ala 14 | 6 F-1B 42 F-1C 24 F-1E       |
| Northrop F-5M „Freedom Fighter“  | Spanien/USA                            | 1445 km/h            | 15.250 m    | 2250 km    | 1970     | Ala 23 | 70 F-5M                      |
| CASA C-101 „Aviojet“             | Spanien                                | Mach 0,7             | 12.495 m    | 4000 km    | 1980     | Academia General del Aire, Kunstflugstaffel Patrulla Águila | 92 C-101 ó E-25              |
| Lockheed C-130 „Hércules“        | USA                                    | 618 km/h             | 10.000 m    | 7675 km    | 1973     | Ala 31 | 1 C-130 3 KC-130H            |
| CASA C-295                       | Spanien                                | 260 kts              | 30.000 feet | 4167 km    | 2000     | Ala 35 | 9 C-295                      |
| CASA/Nurtanio CN-235             | Spanien                                | 452 km/h             | 4040 m      | 4720 km    | 1988     | Ala 35 | 20 CN-235                    |
| CASA C-212 „Aviocar“             | Spanien                                | 380 km/h             | 7500 m      | 1920 km    | 1974     | Academia General del Aire, Ala 37, Base Aérea de Alcantarilla Centro Cartográfico y Fotográfico, Centro Inteligencia Aérea, Grupo de Escuelas de Matacán, Ala 48, 721 Escuadrón, Base Aérea de Son San Juan, 801 Escuadrón | 74 T-12 3 VIP 10 T-12B 6 SAR |
| Canadair CL-215T                 | Kanada                                 | 187 kts              | 20.000 feet | 1200 NM    | 1991     | 43 Grupo | 15 CL-215                    |
| Lockheed P-3 "Orión"             | USA                                    | 750 km/h             | 8625 m      | 5550 km    | 1973     | Ala 11 | 2 P-3A 5 P-3B                |
| Boeing 707                       | USA                                    | Mach 0,88            | 11.890 m    | 9262 km    | 1987     | 45 Grupo, Centro Inteligencia Aérea | T-17 TK-17 TM-17             |
| Airbus A310                      | Deutschland/Frankreich England/Spanien | Mach 0,84            | 12.400 m    | 9600 km    | 2003     | 45 Grupo |                              |
| Dassault Falcon 20               | Frankreich                             | Mach 0,85            | 12.800 m    | 2000 NM    | 1970     | 45 Grupo Centro Inteligencia Aérea |                              |
| Dassault Falcon 900              | Frankreich                             | Mach 0,87            | 11.885 m    | 3800 NM    | 1988     | 45 Grupo |                              |
| Cessna „Citation V“              | USA                                    | Mach 0,755           | 43.000 feet | 1960 NM    | 1992     | Centro Cartográfico y Fotográfico | 2                            |
| Beechcraft F-33C „Bonanza“       | USA                                    | 332 km/h             | 5455 m      | 1440 km    | 1974     | 42 Grupo Academia General del Aire | 30                           |
| Enaer T-35C „Tamiz“              | Chile                                  | 311 km/h             | 5820 m      | 1093 km    | 1987     | Academia General del Aire | 40                           |
| Beechcraft C-90 „King Air“       | USA                                    | 208 Kts              |             | 688 NM     | 2003     | 42 Grupo |                              |
| Dornier Do 27                    | Spanien/Deutschland                    | 250 km/h             | 6200 m      | 750 km     | 1960     | Academia Básica del Aire, Academia General del Aire, Ala 12 y Ala 14 | 61                           |
| Aérospatiale AS 332 „Super Puma“ | Frankreich                             | 294 km/h             | 20.000 feet | 572 km     | 1982     | 802 Escuadrón, Ala 48 | 10 SAR 2 VIP                 |
| Sikorsky S-76                    | USA                                    | 269 km/h             | 3871 m      | 748 km     | 1977     | Ala 78 |                              |
| Eurocopter EC 120 „Colibrí“      | Frankreich/Deutschland                 | 150 Kts              | 20.000 feet | 400 NM     | 2000     | Ala 78 | 15                           |